# 41.º Prêmio Jabuti
O 41º Prêmio Jabuti foi realizado em 1999, premiando obras literárias referentes a lançamentos de 1998.

## Prêmios
Os premiados foram:
- Carlos Nascimento Silva, Sônia Coutinho e Modesto Carone, Romance
- Charles Kiefer, Rubens Figueiredo e João Inácio Padilha, Contos e Crônicas
- Haroldo de Campos, Gerardo Melo Mourão e Salgado Maranhão, Poesia
- Editora Globo, Ivo Barroso e Victor Burton, Tradução
- Ricardo Azevedo (duas publ) e Lourenço Cazarré, Literatura Infantil/Juvenil
- Eduardo Bueno, Hilário Franco Junior e Novais/Sevcenko/Schwarcz, Ciências Humanas
- Alfredo K. Oyama Homma, Pedro L. B. Lisboa e Lacaz/Porto/Vaccari/Melo, Ciências Naturais e Medicina
- Márcia Helena Mendes Ferraz, Herch Moysés Nussenzveig e Sônia Pitta Coelho/Francisco César Polcino Milies, Ciências Exatas, Tecnologia e Informática
- Paul Singer, Josué Rios e Celso Furtado, Economia, Administração, Negócios e Direito
- Roger Mello, Demóstenes Vargas e Roberto Weigand, Ilustração de Livro Infantil ou Juvenil
- Marina Nakada/Sidney Itto, Helga Miethke e Victor Burton, Capa
- Paulo Malta, Lena Bergstein e Elisa Braga, Produção Editorial
- Simonetta Persichetti, Luiz Maklouf Carvalho e Alberto Guzik, Reportagem
- William Roberto Cereja/Thereza Cochar Magalhães, Jayme Brener e Maria Almeida/Zuleika Prado, Didático de 1º e 2º Grau